# What Is and What Should Never Be
What Is and What Should Never Be is een nummer van de Engelse rockband Led Zeppelin. Het is het tweede nummer van hun tweede album Led Zeppelin II uit 1969.

## Compositie en opname
"What is and What Should Never Be" was een van de eerste nummers waarop gitarist Jimmy Page zijn, later beroemde, Gibson Les Paul gitaar gebruikte. Tijdens de productie en opname van het nummer werd het stereoeffect optimaal gebruikt, het geluid van de gitaren gaat heen en weer tussen de kanalen. Het is ook een van de eerste Led Zeppelin nummers waar zanger Robert Plant als tekstschrijver genoemd wordt. Volgens de Amerikaanse muziekjournalist Stephen Davis gaat de tekst over een verhouding die Plant met de jongere zus van zijn vrouw had.
Opnameleider Rick Rubin zei over het nummer:

De, in toonhoogte aflopende, gitaarriff is verbazingwekkend goed. Het is als een boog die gespannen wordt en dan losgelaten wordt. Het ritme van de zangpartij lijkt wel een rap. Het is gewoon krankzinnig — een van hun meest psychedelische rocknummers.

## Live-uitvoeringen
"What Is and What Should Never Be" werd voor het eerst live gespeeld tijdens de "Noord Amerika Tour" van 1969 (17 oktober - 8 november, Verenigde Staten en Canada). Het was tot en met 1973 een vast onderdeel van de setlist tijdens concerten.
Live-uitvoeringen van het nummer zijn verschenen op de volgende albums:
- BBC Sessions (11 november 1997) - Opgenomen op 24 juni 1969 tijdens het muziekprogramma "John Peel’s Top Gear."
- BBC Sessions (bonus-cd, heruitgave 16 september 2016) - Op de bonus-cd staan twee opnames. De eerste is opgenomen op 16 juni 1969 tijdens het muziekprogramma "Chris Grant's Tasty Pop Sundae". De tweede opname is van 1 april 1971.[5]
- How the West Was Won (27 mei 2003) - Opgenomen op 27 juni 1972 tijdens een concert in de Long Beach Arena in Long Beach in de staat Californië in de Verenigde Staten.[6]
- Led Zeppelin DVD (26 mei 2003) - Opgenomen op 9 januari 1970 in de Royal Albert Hall in Londen.[7]

### Andere live versies
- Op het livealbum Live at the Greek, (29 februari 2000) van Jimmy Page & The Black Crowes staat een versie die opgenomen is op 18-19 oktober 1999 in het Greek Theatre in Los Angeles in Californië in de VS.[8]
- Op de dvd-versie van het livealbum No Quarter: Jimmy Page and Robert Plant Unledded, (2004) van Page and Plant staat een akoestische versie van het nummer.[9]

## Bezetting
- Robert Plant - zang
- Jimmy Page - gitaar, achtergrondzang
- John Paul Jones - basgitaar, achtergrondzang
- John Bonham - drums, gong[10]

## Cover-versies
What Is and What Should Never Be is door diverse artiesten gecoverd. De bekendste zijn:

| Artiest                        | Album                                                               | Jaar |
| ------------------------------ | ------------------------------------------------------------------- | ---- |
| Dread Zeppelin                 | No Quarter Pounder                                                  | 1995 |
| Jason Bonham Band              | In the Name of My Father – The Zepset – Live from Electric Ladyland | 1997 |
| Powder                         | Sonic Machine                                                       | 2002 |
| Zepparella                     | Live at 19 Broadway                                                 | 2006 |
| The Boys From County Nashville | The Celtic Tribute to Led Zeppelin - Long Ago and Far Away          | 2007 |
| Led Zepagain                   | Led Zepagain II - A Tribute to Led Zeppelin                         | 2007 |
| Haley Reinhart                 | American Idol - Season 10 - Highlights                              | 2011 |
| Train                          | Train Does Led Zeppelin II                                          | 2016 |